# Chiesa di Sant'Agostino (Napoleon)
La chiesa di Sant'Agostino di Ippona o chiesa di Sant'Agostino è un luogo di culto cattolico di Napoleon inaugurato nel 1881. Situata ai margini del centro della città, a due isolati dal tribunale della Contea di Henry, essa è un punto di riferimento molto importante per la città, e fa parte del National Register of Historic Places.

## Storia
La prima parrocchia di Sant'Agostino è stata fondata tra il 1856 e il 1858, ed il suo primo parroco è stato il monsignore Michael Pietz. La parrocchia è stata dedicata a Sant'Agostino in onore di Agostino Pilliod, che ha supervisionato la costruzione del primitivo edificio cultuale. Questa struttura è stata poi sostituita con l'attuale chiesa, che è stata costruita avendo a disposizione un budget di 21893 dollari. Malgrado la costruzione sia stata in gran parte completata nel 1881, gli altari non sono stati eretti fino al 1888.
Nel 1982 la chiesa fu aggiunta al National Register of Historic Places. La parrocchia, facente parte della Diocesi di Toledo, rientra nel vicariato di Nostra Signora Regina della Pace.

## Descrizione
La chiesa di Sant'Agostino è un raffinato esempio di architettura neogotica: sia all'esterno che all'interno mostra, infatti, caratteristiche tipiche di questo stile. Il soffitto, molto alto, è sostenuto da numerosi costoloni. L'altare maggiore è ligneo, e le panche in rovere. Le vetrate delle finestre sulla parte anteriore, posteriore e laterale della chiesa hanno il compito di illuminare l'interno. L'esterno dell'edificio, sormontato da un campanile alto 61 metri dal suolo, è costruito con mattoni, dove sono state sagomate modanature tipiche dell'architettura neoclassica. L'intera struttura poggia su di una fondazione in pietra; al momento della costruzione, erano presenti piccole finestre nel piano interrato, ma queste furono in seguito chiuse con blocchi di cemento. Altre piccole modifiche sono state apportate alla costruzione nel corso degli anni, compresa la sostituzione delle porte anteriori originali e dei gradini in legno, e la rimozione delle croci agli angoli dell'edificio.
Alla parrocchia sono associati tre edifici: la canonica, fatta in mattoni, acquistata dalla parrocchia nel 1925,  situata dietro la chiesa; una scuola cattolica esattamente accanto, ed un convento delle suore scolastiche di Nostra Signora, costruito nel 1862.
Il complesso gotico in mattoni della chiesa di Sant'Agostino pone la sua architettura in netto contrasto con un'altra chiesa storica del centro di Napoleon, la First Presbyterian Church, costruita con arenaria di vari colori.